# Kreis Beeskow
Der Kreis Beeskow war ein Landkreis im Bezirk Frankfurt (Oder) der DDR, der bei der großen Kreisreform von 1952 neu gebildet wurde. Von 1990 bis 1993 bestand er als Landkreis Beeskow im Land Brandenburg fort. Bei der Kreisreform von 1993 ging er weitgehend im Landkreis Oder-Spree auf; kleinere Teile gingen auch an den Landkreis Dahme-Spreewald in Brandenburg.

## Geographie
Nach der Kreisreform von 1952 grenzte der Kreis Beeskow im Norden an den Kreis Fürstenwalde, im Osten an den Kreis Fürstenberg, im Südosten an den (neu eingerichteten) Kreis Guben, im Süden über eine kurze Erstreckung an den Kreis Cottbus-Land und zum größten Teil an den Kreis Lübben, und im Westen an den Kreis Königs Wusterhausen.

## Geschichte
Aus den früheren niederlausitzischen Herrschaften Beeskow und Storkow bildete sich im Verlauf des 17. Jahrhunderts der Beeskow-Storkowische Kreis heraus, der in dieser Form bis 1815 Bestand hatte. Bei der Kreisreform 1815/6 wurde dieser Kreis aufgelöst, das Gebiet der früheren Herrschaft Storkow wurde mit dem Kreis Teltow zum Kreis Teltow-Storkow vereinigt. Das Gebiet der früheren Herrschaft Beeskow wurde dagegen dem Kreis Lübben zugeordnet. 1835 wurde diese Kreisgliederung wieder rückgängig gemacht; die frühere Herrschaft Beeskow wurde wieder vom Landkreis Lübben abgetrennt, die frühere Herrschaft Storkow vom Kreis Teltow, und beide ehemalige Herrschaften unter dem Namen Kreis Beeskow-Storkow vereinigt. Der Kreis Beeskow-Storkow, später Landkreis Beeskow-Storkow genannt, hatte bis 1950 Bestand. Er wurde dann bei einer ersten Gebietsreform in der DDR 1950 aufgelöst. Seine Gemeinden wurden auf die Landkreise Frankfurt (Oder), Fürstenwalde und Lübben aufgeteilt.
In der bald darauf folgenden großen Verwaltungsreform wurde 1952 der Kreis Frankfurt wieder aufgelöst und stattdessen der Kreis Beeskow  mit Sitz in Beeskow neu geschaffen. Der größte Teil des neuen Kreisgebiets wurde vom Kreis Fürstenwalde abgetrennt. Jedoch verblieben im Norden einige Ortschaften der früheren Herrschaft Beeskow beim Kreis Fürstenwalde. Im Süden kamen einige Orte vom Kreis Lübben hinzu. Der frühere Landkreis Guben war bereits 1950 zwischen den Kreisen Frankfurt (Oder) und Cottbus aufgeteilt worden. Im Westen fielen Teile der ehemaligen Herrschaft Storkow an den neu gebildeten Kreis Königs Wusterhausen.
Bei dieser Verwaltungsreform wurden nicht nur die Kreisgrenzen neu gezogen, sondern auch die Länder aufgelöst und durch Bezirke ersetzt. Der Kreis Beeskow wurde dem neuen Bezirk Frankfurt (Oder) zugeordnet.
Am 17. Mai 1990 wurde der Kreis in Landkreis Beeskow umbenannt. Mit der Wiedervereinigung der beiden deutschen Staaten und der Neugründung des Landes Brandenburg am 3. Oktober 1990 kam der Landkreis Beeskow 1990 zum Land Brandenburg. Zur Verwaltung der zahlreichen und oft sehr kleinen Gemeinden wurden 1992 Verwaltungsgemeinschaften gebildet. Im damaligen Landkreis Beeskow waren dies die Ämter Friedland, Glienicke/Rietz-Neuendorf, Scharmützelsee, Storkow (Mark), Tauche/Trebatsch, Lieberose und Schlaubetal.
Bei der brandenburgischen Kreisreform, die am 6. Dezember 1993 wirksam wurde, ging der Kreis Beeskow in den neuen Landkreisen Oder-Spree und Dahme-Spreewald auf.
Durch die Kennzeichenliberalisierung ist seit 2017 das BSK wieder erhältlich, nachdem es 1991–1993 im damals existierenden Landkreis ausgegeben wurde.

### Kreisangehörige Gemeinden und Städte
Aufgeführt sind alle Orte, die am 25. Juli 1952 bei Einrichtung des Kreises Beeskow eigenständige Gemeinden waren. Eingerückt sind Gemeinden, die bis zum 5. Dezember 1993 durch Zusammenschluss oder Eingliederung in größere Nachbargemeinden ihre Eigenständigkeit verloren hatten.
- Ahrensdorf (Ortsteil von Tauche)
- Alt Stahnsdorf (Ortsteil der Stadt Storkow (Mark))
- Beeskow
  - Behrensdorf (wurde zum 1. Januar 1974 nach Ahrensdorf eingemeindet) (Ortsteil von Rietz-Neuendorf)
  - Behrensdorf-Siedlung (wurde zum 1. Januar 1973 nach Wendisch Rietz eingemeindet)
- Birkholz
- Blasdorf
- Bornow
- Briescht
- Buckow
- Bugk
- Chossewitz
- Dahmsdorf
  - Diensdorf (schloss sich zum 1. Januar 1962 mit Radlow zu Diensdorf-Radlow zusammen) (Ortsteile der Gemeinde Diensdorf-Radlow)
- Diensdorf-Radlow (entstand am 1. Januar 1962 durch den Zusammenschluss von Diensdorf und Radlow)
- Doberburg
- Drahendorf
- Falkenberg
- Friedland
- Giesensdorf
- Glienicke
- Görsdorf b. Beeskow
- Görsdorf b. Storkow
- Görzig
- Goschen
- Groß Briesen
- Groß Eichholz
- Groß Muckrow
- Groß Rietz
- Groß Schauen
- Günthersdorf
- Herzberg
- Jamlitz
- Karras
- Kehrigk
  - Klein-Briesen (wurde zum 1. Februar 1974 nach Groß Briesen eingemeindet)
- Klein Muckrow
  - Klein Schauen (wurde zum 1. Januar 1974 nach Görsdorf b. Storkow eingemeindet)
- Kohlsdorf
- Kossenblatt
- Krügersdorf
- Kummerow (Ortsteil der Stadt Friedland)
- Kummersdorf
- Leeskow (Ortsteil der Gemeinde Jamlitz)
- Leißnitz
- Lieberose
- Limsdorf
- Lindenberg
- Lindow
- Merz
- Mittweide
- Neubrück
- Neu Stahnsdorf
- Niewisch
- Oegeln
  - Oelsen (wurde zum 1. Januar 1974 nach Groß Briesen eingemeindet)
- Pfaffendorf
- Philadelphia
- Pieskow
- Plattkow
  - Radinkendorf (wurde zum 1. Januar 1974 nach Beeskow eingemeindet)
  - Radlow (schloss sich zum 1. Januar 1962 mit Diensdorf zu Diensdorf-Radlow zusammen)
- Ragow
- Ranzig
- Reudnitz
- Rieplos
  - Sabrodt (wurde zum 1. Januar 1973 nach Trebatsch eingemeindet)
- Sauen
  - Sawall (wurde zum 1. Januar 1973 nach Trebatsch eingemeindet)
- Schadow
- Schneeberg
  - Schwenow (wurde am 1. Januar 1973 nach Limsdorf eingemeindet)
- Schwerin
- Selchow
- Speichrow
- Storkow (Mark)
- Stremmen
- Tauche
- Trebatsch
- Trebitz
- Ullersdorf
- Weichensdorf
- Wendisch Rietz
- Werder
- Wilmersdorf
- Wochowsee
  - Wulfersdorf (wurde zum 1. Januar 1962 nach Giesensdorf eingemeindet)
- Zeust

## Wirtschaft
Bedeutende Betriebe waren unter anderem
- VEB Eierverpackungsmittel Beeskow
- VEB Getränkeproduktion Beeskow
- VEB Militärforstbetrieb Lieberose
- VEB Rofinwerk Beeskow
- VEB Schuhfabrik Storkow
- VEB Spanplattenwerk Beeskow

## Verkehr
Die Autobahn Berliner Ring–Frankfurt/Oder führte am nördlichen Rand des Kreisgebiets vorbei. Dem überregionalen Straßenverkehr dienten außerdem die F 87 von Frankfurt (Oder) über Beeskow nach Leipzig, die F 168 von Beeskow Richtung Cottbus, die F 246 von Eisenhüttenstadt über Beeskow nach Magdeburg sowie die F 320 von Guben über Lieberose nach Lübben.
Der Kreis Beeskow wurde durch die Eisenbahnstrecken Beeskow–Lübben–Falkenberg, Königs Wusterhausen–Beeskow–Grunow, Fürstenwalde–Beeskow und Cottbus–Weichensdorf–Frankfurt (Oder) erschlossen.

## Einwohnerentwicklung
| Jahr      | 1960   | 1971   | 1981   | 1989   |
| Einwohner | 39.487 | 37.508 | 36.202 | 36.941 |